# Glenn Davis
Glenn Ashby "Jeep" Davis (12. září 1934 Wellsburg, Západní Virginie – 28. ledna 2009 Barberton, Ohio) byl americký atlet, běžec, trojnásobný olympijský vítěz.
Jako první člověk na světě zaběhl trať 400 metrů překážek pod 50 sekund – v roce 1956 dosáhl času 49,5 (a v roce 1958 tento čas vylepšil na 49,2). Zvítězil na této trati na olympiádě v Melbourne v roce 1956 i v Římě v roce 1960. Zde byl rovněž členem vítězné štafety USA (ve složení Jack Yerman, Earl Young, Glenn Davis a Otis Davis) na 4×400 metrů, která zvítězila v novém světovém rekordu 3:02,2.
Po skončení atletické kariéry se stal profesionálním hráčem amerického fotbalu v týmu Detroit Lions.